# Hasenbergschanze
Hasenbergschanze ist eine vom WSV Isny im Jahre 1924 errichtete Skisprungschanze in Großholzleute, einem Teilort von Isny im Allgäu in Baden-Württemberg.

## Geschichte und Lage
Die Hasenbergschanze liegt südöstlich unterhalb des 821 m ü. NN m hohen Hasenberges. Die Auslaufzone der Schanze befindet sich oberhalb des Wohnplatzes Langenfeldhof und ist über die Straße von Großholzleute nach Kleinweiler erreichbar. In der Vorkriegszeit wurde die Schanzenanlage zusammen mit der Skizunft Leutkirch im Allgäu betrieben. Die Schanzenanlagen haben einen Mattenbelag und werden von einer Flutlichtanlage bestrahlt. Die Schanze ist ein Stützpunkt des Schwäbischen Skiverbandes.
In einem Zeitabschnitt von 2007 bis 2012 wurde die Schanzenanlage laut einer Aufstellung des WSV Isny für 473.000 Euro renoviert. 70 % der Kosten übernahm der Württembergische Landessportbund, den Rest die Stadt.
Die Springermannschaft des WSV Isny im Allgäu, der die Schanze betreibt hatte im Jahre 2011 vierundzwanzig aktive Springer, darunter zwei Mädchen.

## Vorgängerschanzen der Hasenbergschanze
Schon im Jahre 1922 gab es für einige Jahre auf der Salmaser Höhe im heutigen Landkreis Oberallgäu die Schwabenschanze. Danach 1926, erbaute man bei Riedholz einem Teilort von Maierhöfen im Landkreis Lindau, die Iberg-Schanze. Auf ihr waren Sprünge bis zu 50 m möglich. Während des Zweiten Weltkrieges gab es im heutigen Skigebiet bei der Felderhalle die Dinkelackerschanze. Im Jahre 1972 wurde die Fluckenschanze K40 an den Fluckenliften in der Nähe der Iberg-Schanze errichtet.
Auf der Iberg-Schanze fanden am 13. Februar 1949 die Deutschen Meisterschaften der Westzonen im Skispringen statt. 1958, 1969 und 1980 fanden dort auch die Deutschen Meisterschaften statt. 1958 siegte Georg Thoma an den Meisterschaften.

## Veranstaltungen
- Dr. Franz Immler Pokal Skisprung

## Bekannte Sportler
- Peter Rohwein, ehemaliger Bundestrainer
- Maximilian Mechler